# Serranus (halnem)
A Serranus a sugarasúszójú halak (Actinopterygii) osztályának sügéralakúak (Perciformes) rendjébe, ezen belül a fűrészfogú sügérfélék (Serranidae) családjába tartozó nem.

## Tudnivalók
A legtöbb Serranus-faj atlanti-óceáni elterjedésű, azonban néhányuk a Csendes-óceánban fordul elő. Az Indiai-óceánnak csak egy endemikus hala van ebből a nemből, a Serranus novemcinctus. A halak legnagyobb hossza fajtól függően 5-43,2 centiméter között mozog.

## Rendszerezés
A nembe az alábbi 32 élő faj tartozik:
- Serranus accraensis (Norman, 1931)
- Serranus aequidens Gilbert, 1890
- Serranus africanus (Cadenat, 1960)
- Serranus aliceae Carvalho Filho & Ferreira, 2013
- Serranus annularis (Günther, 1880)
- Serranus atricauda Günther, 1874
- Serranus atrobranchus (Cuvier, 1829)
- Serranus baldwini (Evermann & Marsh, 1899)
- Serranus cabrilla (Linnaeus, 1758) - típusfaj
- Serranus chionaraia Robins & Starck, 1961
- Serranus drewesi Iwamoto, 2018
- Serranus flaviventris (Cuvier, 1829)
- Serranus hepatus (Linnaeus, 1758)
- Serranus heterurus (Cadenat, 1937)
- Serranus huascarii Steindachner, 1900
- Serranus inexpectatus Wirtz & Iwamoto, 2018
- Serranus luciopercanus Poey, 1852
- Serranus maytagi Robins & Starck, 1961
- Serranus notospilus Longley, 1935
- Serranus novemcinctus Kner, 1864
- Serranus phoebe Poey, 1851
- Serranus psittacinus Valenciennes, 1846
- Serranus pulcher Wirtz & Iwamoto, 2016
- Serranus sanctaehelenae Boulenger, 1895
- betűs sügér (Serranus scriba) (Linnaeus, 1758)
- Serranus socorroensis Allen & Robertson, 1992
- Serranus stilbostigma (Jordan & Bollman, 1890)
- Serranus subligarius (Cope, 1870)
- Serranus tabacarius (Cuvier, 1829)
- Serranus tico Allen & Robertson, 1998
- Serranus tigrinus (Bloch, 1790)
- Serranus tortugarum Longley, 1935

A Commonsban még három fosszilis fajról van kép:
- †Serranus budensis Heckel, 1856 - oligocén; Lengyelország
- †Serranus occipitalis Agassiz, 1839 - eocén; Olaszország
- †Serranus ventralis